# Alfred Pudelko
Alfred Pudelko (* 9. Februar 1899 in Waldenburg (Schlesien); † 5. September 1981 in Sankt Peter-Ording) war ein deutscher Funktionär der Bündischen Jugend und nationalsozialistischer Pädagoge.

## Leben
Pudelkos Vater war Lehrer. Er selbst begann 1913 eine Ausbildung zum Volksschullehrer. Am Ersten Weltkrieg nahm er von 1917 an teil. Als Vizefeldwebel schied Pudelko aus dem Militärdienst aus. Nach Kriegsende diente er bis März 1919 im Grenzschutz Ost in Schlesien.
Von 1911 bis 1913 war er im Wandervogel aktiv. 1922 schloss er sich der völkischen bündischen Bewegung der Adler und Falken an. Im folgenden Jahr führte er die Untergliederung der Adler und Falken in seiner Heimatstadt Waldenburg, 1924 den Gau Schlesien. Zum 25. September 1925 trat er in die NSDAP ein (Mitgliedsnummer 19.593). 1927 übernahm Pudelko das Amt des Bundesgrafen (Geschäftsführers) der Adler und Falken. In dieser Funktion war er maßgeblich an der stärker militaristischen Ausrichtung der Organisation beteiligt, die 1929 in der Abspaltung einer Minderheit der Mitglieder um Wilhelm Kotzde-Kottenrodt gipfelte. Von 1928 bis 1932 stand er als Bundesleiter an der Spitze der Adler und Falken.
Nach dem Ersten Weltkrieg schloss Pudelko seine Lehrerausbildung ab, fand aber keine feste Anstellung. Er arbeitete für kurze Zeit als Polizist, im Bergbau und vertretungsweise auch als Lehrer. 1932 leitete er die Schlesische Bauernhochschule in Reichenbach. 1933 wurde er Referent am Zentralinstitut für Erziehung und Unterricht, später dort Abteilungsleiter und schließlich stellvertretender Leiter. Zudem arbeitete er an verschiedenen Publikationen mit, darunter die Nationalsozialistischen Monatshefte. 1942 wirkte er als Referent für Berufsschulfragen im Reichssicherheitshauptamt, später beim Reichskommissar für die besetzten norwegischen Gebiete in Oslo.
Am 1. Juni 1933 wurde Pudelko Mitglied der SS (SS-Nummer 79.516) und im folgenden Jahr des Sicherheitsdienstes des Reichsführers SS. In der Organisation stieg er bis 1943 zum Sturmbannführer (Major) auf. Zugleich war er Reserveoffizier der Wehrmacht. Im Zweiten Weltkrieg war er für SS und Wehrmacht in Norwegen und im Frankreich im Einsatz.
1944 wurde Pudelko von britischen Truppen gefangen genommen. Nach seiner Freilassung 1948 arbeitete er zunächst als Fabrikarbeiter und als Vertreter, wurde aber bald Realschullehrer in Niedersachsen und leitete von 1955 die Realschule in Gartow. Dort wirkte er ehrenamtlich im Kultur- und Heimatkundeverein mit. 1953 war er einer der Gründer des Dörnbergbundes, eines Ehemaligenbunds der Adler und Falken, sowie der Deutschen Falkenschaft. Den Vorsitz des Bundes hatte er bis 1969 inne.

## Schriften (Auswahl)
- Schlesien, die Brücke zum Osten, Berlin 1934
- Wir Schlesier!, Berlin 1937
- Rassische Erziehung als Unterrichtsgrundsatz der Fachgebiete, Frankfurt 1937
- Rasse und Raum als geschichtsbestimmende Kräfte, Berlin 1939
- Hannoversches Wendland, Gartow 1972